# Manuel Rancés y Villanueva
Manuel Rancés y Villanueva (* 1824 in Cádiz; † 1897 in Ciudad Real) war ein spanischer Diplomat.

## Leben

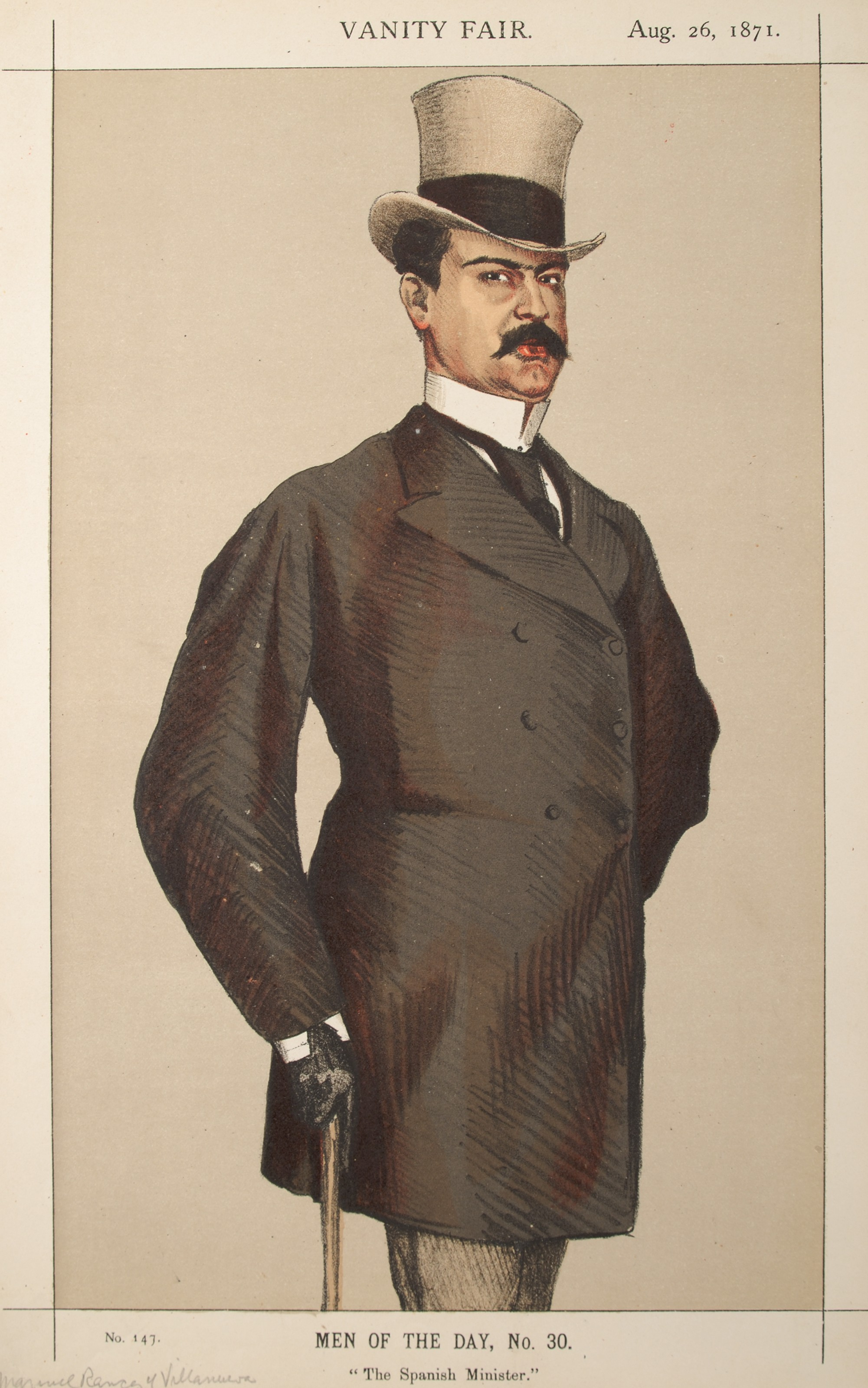
Manuel Rances y Villanueva (1871) Karikatur in der Vanity Fair

Im Jahre 1848 wurde Henry Bulwer, der britische Gesandte in Madrid, unter dem Vorwurf mit liberalen Ideen einen Aufstand gegen die Regierung initiiert zu haben, von Ramón María Narváez ausgewiesen. Am 1. Juni 1852 wurde in Madrid die Zeitung El Diario Español gegründet, welche von Rancés geleitet wurde.
Rancés wurde am 12. Februar 1856 zum Ministerpräsidenten in Rio de Janeiro ernannt und legte seinen Akkreditierungsbrief am 23. Februar 1857 bei der Regierung von Hermes Rodrigues da Fonseca in Brasilien vor. ab dem 2. Juli 1859 war er bevollmächtigter Minister in Bern und Frankfurt. Rancés ließ sich im Herzogtum Nassau, Hessen, Darmstadt und Baden am 29. April 1860 ausrufen. Im Jahre 1862 traf er als bevollmächtigten Botschafter Wilhelm I. in Berlin, ein Jahr später Johann im Königreich Sachsen in Dresden.
Er war als bevollmächtigter Botschafter zu den Großherzogtümern Mecklenburg-Schwerin, Mecklenburg-Strelitz und Sachsen-Weimar im Jahre 1865 berufen worden.
Am 17. Januar 1867 wurde Rancés abberufen und am 21. November 1868 als Botschafter zu Franz Joseph I. nach Wien versetzt. Danach traf er Ludwig II., Karl I., Ludwig III., Victoria und Viktor Emanuel II. Erst im Jahre 1886 wurde er abberufen.
Rancés arbeitete eng mit dem spanischen Finanzminister Juan Francisco Camacho de Alcorta zusammen. Seine Korrespondenz ist teilweise erhalten. Zu dieser gehörte der Schriftverkehr mit dem Außenministern Cristino Martos Balbi, Antonio Aguilar Correa sowie Carlos O’Donnell y Abreu (1834–1903).
Rancés wurde 1894 in den Ruhestand entlassen. Sein Sohn war Guillermo Rancés y Esteban ein Journalist.